# Wimbledon Championships 1977
Die 91. Wimbledon Championships fanden vom 20. Juni bis zum 2. Juli 1977 in London, Großbritannien statt. Ausrichter war der All England Lawn Tennis and Croquet Club.

## Herreneinzel

### Setzliste
| Nr. | Spieler          | Erreichte Runde |
| --- | ---------------- | --------------- |
| 01. | Jimmy Connors    | Finale          |
| 02. | Björn Borg       | Sieg            |
| 03. | Guillermo Vilas  | 3. Runde        |
| 04. | Roscoe Tanner    | 1. Runde        |
| 05. | Brian Gottfried  | 2. Runde        |
| 06. | Ilie Năstase     | Viertelfinale   |
| 07. | Raúl Ramírez     | 2. Runde        |
| 08. | Vitas Gerulaitis | Halbfinale      |

| Nr. | Spieler         | Erreichte Runde |
| --- | --------------- | --------------- |
| 09. | Dick Stockton   | Achtelfinale    |
| 10. | Adriano Panatta | 2. Runde        |
| 11. | Stan Smith      | Achtelfinale    |
| 12. | Wojciech Fibak  | Achtelfinale    |
| 13. | Phil Dent       | Viertelfinale   |
| 14. | Mark Cox        | Achtelfinale    |
| 15. | Bob Lutz        | 3. Runde        |
| 16. | Harold Solomon  | 1. Runde        |

## Dameneinzel

### Setzliste
| Nr. | Spielerin           | Erreichte Runde |
| --- | ------------------- | --------------- |
| 01. | Chris Evert         | Halbfinale      |
| 02. | Martina Navratilova | Viertelfinale   |
| 03. | Virginia Wade       | Sieg            |
| 04. | Sue Barker          | Halbfinale      |
| 05. | Billie Jean King    | Viertelfinale   |
| 06. | Rosie Casals        | Viertelfinale   |

| Nr. | Spielerin      | Erreichte Runde |
| --- | -------------- | --------------- |
| 07. | Betty Stöve    | Finale          |
| 08. | Kerry Melville | Viertelfinale   |
| 09. |                |                 |
| 10. | Mima Jaušovec  | 3. Runde        |
| 11. | Françoise Dürr | 3. Runde        |
| 12. | Kathy May      | Achtelfinale    |

## Herrendoppel

### Setzliste
| Nr. | Paarung                      | Erreichte Runde |
| --- | ---------------------------- | --------------- |
| 01. | Brian Gottfried Raúl Ramírez | 1. Runde        |
| 02. | Bob Hewitt Frew McMillan     | Viertelfinale   |
| 03. | Bob Lutz Stan Smith          | Achtelfinale    |
| 04. | Fred McNair Sherwood Stewart | 2. Runde        |

| Nr. | Paarung                          | Erreichte Runde |
| --- | -------------------------------- | --------------- |
| 05. | Wojciech Fibak Dick Stockton     | Viertelfinale   |
| 06. | Marty Riessen Roscoe Tanner      | Viertelfinale   |
| 07. | Ross Case Geoff Masters          | Sieg            |
| 08. | Charlie Pasarell Erik van Dillen | 1. Runde        |

## Damendoppel

### Setzliste
| Nr. | Paarung                         | Erreichte Runde |
| --- | ------------------------------- | --------------- |
| 01. | Martina Navratilova Betty Stöve | Finale          |
| 02. | Rosie Casals Chris Evert        | 2. Runde        |
| 03. | Linky Boshoff Ilana Kloss       | Viertelfinale   |
| 04. | Françoise Dürr Virginia Wade    | Halbfinale      |

| Nr. | Paarung                       | Erreichte Runde |
| --- | ----------------------------- | --------------- |
| 05. | Kerry Melville Greer Stevens  | Viertelfinale   |
| 06. | Sue Barker Ann Kiyomura       | Achtelfinale    |
| 07. | Lesley Charles Sue Mappin     | Halbfinale      |
| 08. | Billie Jean King Karen Susman | 2. Runde        |

## Mixed

### Setzliste
| Nr. | Paarung                            | Erreichte Runde |
| --- | ---------------------------------- | --------------- |
| 01. | Frew McMillan Betty Stöve          | Finale          |
| 02. | Phil Dent Billie Jean King         | Halbfinale      |
| 03. | Marty Riessen Françoise Dürr       | Achtelfinale    |
| 04. | Dennis Ralston Martina Navratilova | Halbfinale      |